# Peperomia maestrana
Peperomia maestrana är en pepparväxtart som beskrevs av William Trelease. Peperomia maestrana ingår i släktet peperomior, och familjen pepparväxter. Inga underarter finns listade i Catalogue of Life.